# José Antonio Rodríguez (Musiker, 1954)
José Antonio Rodríguez Duvergé (* 20. Juli 1954 in La Romana) ist ein dominikanischer Sänger, Komponist und Politiker.
Rodríguez trat in den 1970er Jahren mit verschiedenen Gruppen in Nachtclubs auf, darunter den Onda 73, Los Paymasi und El Grupo Módulo. Er gewann 1984 den Ersten Preis beim Festival de la Canción der Asociación de Músicos de la República Dominicana und 1986 mit dem Song Para quererte den Ersten Preis beim Festival Internacional de Viñas del Mar. In seiner Laufbahn trat er mit Musikern wie Mercedes Sosa, Sergio Vargas, Víctor Víctor, Silvio Rodríguez, Danny Rivera, Pablo Milanés und Charles Aznavour auf. Er komponierte für
Sänger wie Fernando Villalona und Maridalia Hernández und veröffentlichte mehrere eigene Alben.
Von 2012 bis 2016 war er Kulturminister der Dominikanischen Republik, danach wurde er außerordentlicher und bevollmächtigter Botschafter und ständiger Vertreter der Republik bei der UNESCO. Er gründete die Stiftung Retajila, die junge Songwriter bei der Aufnahme und Produktion ihres ersten Albums unterstützt, und mit seiner Frau, der Tänzerin Monika Despradel, die Stiftung Nest for Angels, die sich mit Problemen im Zusammenhang mit Kindern mit Zerebralparese befasst.

## Diskographie
- José Antonio Rodríguez, 1986
- Amor (mit Arrangements für Stimme und Klavier von Jorge Taveras), 1988
- Se Vende, 1991
- Recuento, 1997
- Huellas (mit Silvio Rodríguez, Carlos Varela, Maridalia Hernández und Patricia Pereira), 2001
- Me quiere.... no me quiere (2009)